# パーティシパント・メディア
パーティシパント（Participant）は、かつて存在したアメリカ合衆国の映画製作会社。主に社会性の強い映画を製作していた。

## 歴史
この会社は2004年1月、ジェフリー・スコールによって、パーティシパント・プロダクションズとして設立された。2008年3月、パーティシパント・プロダクションズからパーティシパント・メディアに社名を変更した。2019年、パーティシパント・メディアからパーティシパントに社名を変更した。
2024年4月16日、スコールは、同社が20年ぶりに事業を縮小し、ほぼ全てのスタッフを解雇し、新しいコンテンツの開発を完全に停止すると発表した。

## 主な製作作品
- グッドナイト&グッドラック Good Night, and Good Luck（2005）
- スタンドアップ North Country（2005）
- シリアナ Syriana（2005）
- マーダーボール Murderball（2005）
- ファーストフード・ネイション Fast Food Nation（2006）
- チャーリー・ウィルソンズ・ウォー Charlie Wilson's War（2007）
- 君のためなら千回でも The Kite Runner（2007）
- 扉をたたく人 The Visitor（2007）
- ザ・コーヴ The Cove（2009）
- 路上のソリスト The Soloist（2009）
- フード・インク Food, Inc.（2009）
- インフォーマント! The Informant!（2009）
- オーシャンズ Océans（2009）
- カウントダウンZERO Countdown to Zero（2010）
- クレイジーズ The Crazies（2010）
- アニマル・ウォーズ 森林帝国の逆襲 Furry Vengeance（2010）
- ヘルプ 〜心がつなぐストーリー〜 The Help（2011）
- コンテイジョン Contagion（2011）
- マリーゴールド・ホテルで会いましょう The Best Exotic Marigold Hotel（2011）
- リンカーン Lincoln（2012）
- プロミスト・ランド Promised Land（2012）
- NO No（2012）
- フィフス・エステート/世界から狙われた男 The Fifth Estate（2013）
- オーバードライヴ Snitch（2013）
- マダム・マロリーと魔法のスパイス The Hundred-Foot Journey（2014）
- シチズンフォー スノーデンの暴露 Citizenfour（2014）
- アメリカン・ドリーマー 理想の代償 A Most Violent Year（2014）
- スポットライト 世紀のスクープ Spotlight（2015）
- ビースト・オブ・ノー・ネーション Beasts of No Nation（2015）
- わたしはマララ He Named Me Malala（2015）
- ブリッジ・オブ・スパイ Bridge of Spies（2015）
- マリーゴールド・ホテル 幸せへの第二章 The Second Best Exotic Marigold Hotel（2015）
- 光をくれた人 The Light Between Oceans（2016）
- 史上最悪の学園生活 Middle School: The Worst Years of My Life（2016）
- ペンタゴン・ペーパーズ/最高機密文書 The Post（2017）
- エンテベ空港の7日間 7 Days in Entebbe（2018）
- 囚われた国家 Captive State（2019）
- ボクらを見る目 When They See Us（2019）リミテッドシリーズ
- ダーク・ウォーターズ 巨大企業が恐れた男 Dark Waters（2019）
- 黒い司法 0%からの奇跡 Just Mercy（2019）
- ユダ&ブラック・メシア 裏切りの代償 Judas and the Black Messiah（2021）
- スティルウォーター Stillwater（2021）